# Хартман фон Хабсбург
Хартман фон Хабсбург (на немски: Hartmann von Habsburg; * ок. 1263, Райнфелден; † 20 декември 1281 между Брайзах и Страсбург, Рейн) от династията на Хабсбургите, е граф на Хабсбург.

## Биография
Той е любимият син на римско-немския крал Рудолф I (1218 – 1291, упр. 1273 – 1291) и първата му съпруга Гертруда фон Хоенберг (1225 – 1281). Брат е на римско-немския крал Албрехт I (1255 – 1308) и на херцог Рудолф II († 1290).
Хартман е сгоден за английската принцеса Джоан (Йохана) Плантагенет (1272 – 1307), дъщеря на крал Едуард I от Англия и Елинор Кастилска.
През 1281 г. на път при баща му корабът на Хартман потъва в Рейн и той се удавя на 18 години през 1281 г. заедно с други 13 благородника между Брайзах и Страсбург. Погребан е в катедралата на Базел. През 1770 г. е преместен в новопостроената катедрала на манастир Санкт Блазиен и по-късно е преместен в манастир Св. Паул в Лавантал.